# 滾水觀水宮
22°46′32″N 120°19′44″E / 22.775605°N 120.328854°E
滾水觀水宮，是位於臺灣高雄市燕巢區角宿里的王爺廟，奉祀謝府元帥，為滾水清庄事件的發生地。

## 歷史
此廟於清朝乾隆年間奠基，至嘉慶元年（1796年）初建廟宇。

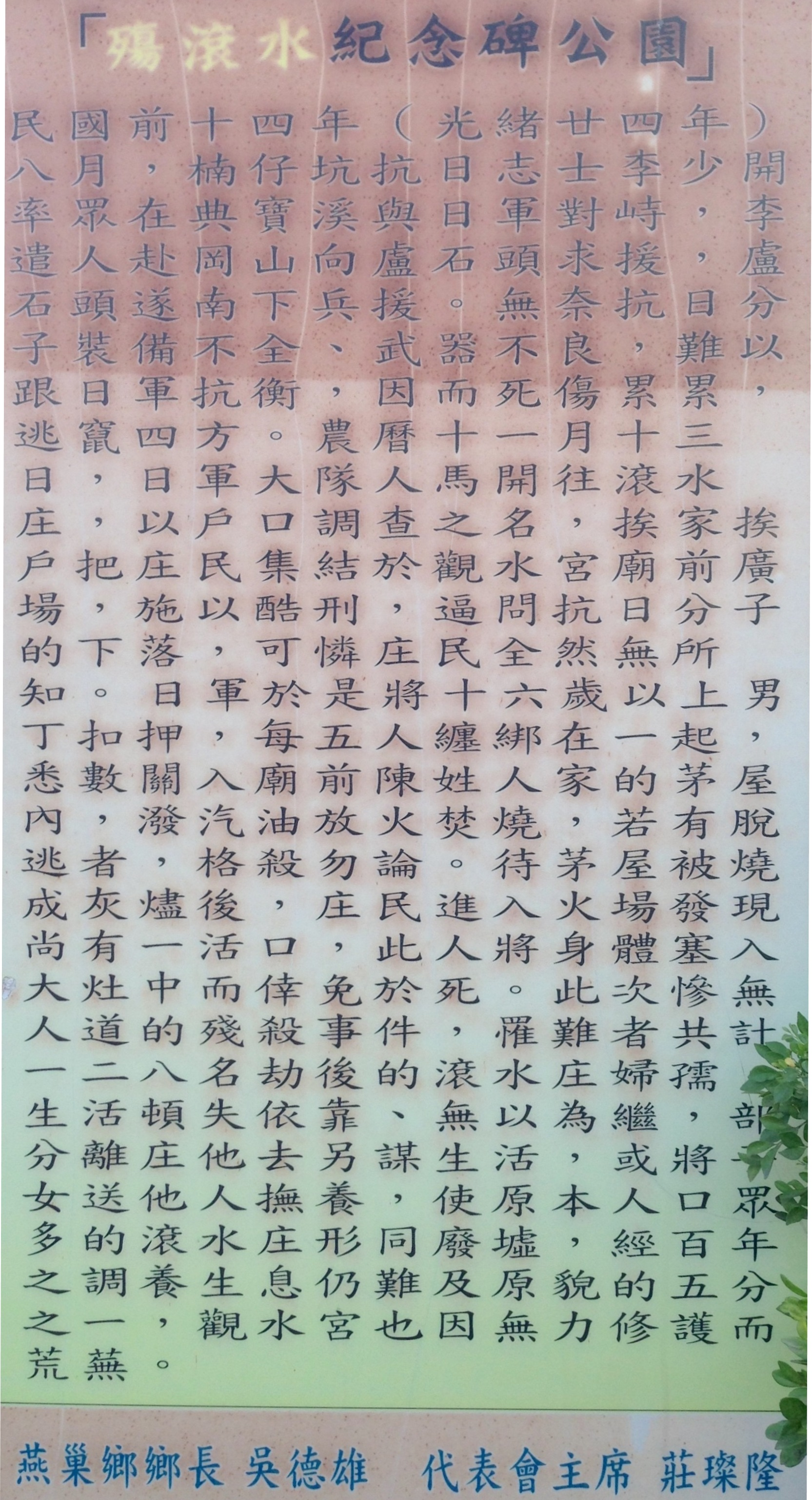
殤滾水紀念碑公園介紹

據觀水宮主委陳秋林口述，1898年農曆十一月十三（陽曆12月25日），日軍到燕巢滾水庄藉戶口調查名義以捉拿抗日份子，將庄民集結於當時觀水宮前的廣場用酷刑逼問抗日份子下落。逼問未果，將庄內超過十六歲的男性活活放火燒死，罹難者共計128位。因亡者遭受火焚難辨識，庄民便將這些罹難者就地合葬。後來此地長久荒蕪。
該廟因信徒遭日人殺害，致廟宇荒廢。1959年庄民倡議重建，1960年竣工。又歷經暴風雨侵襲讓屋瓦損壞，經召集信徒大會通過整修，於1988年竣工。

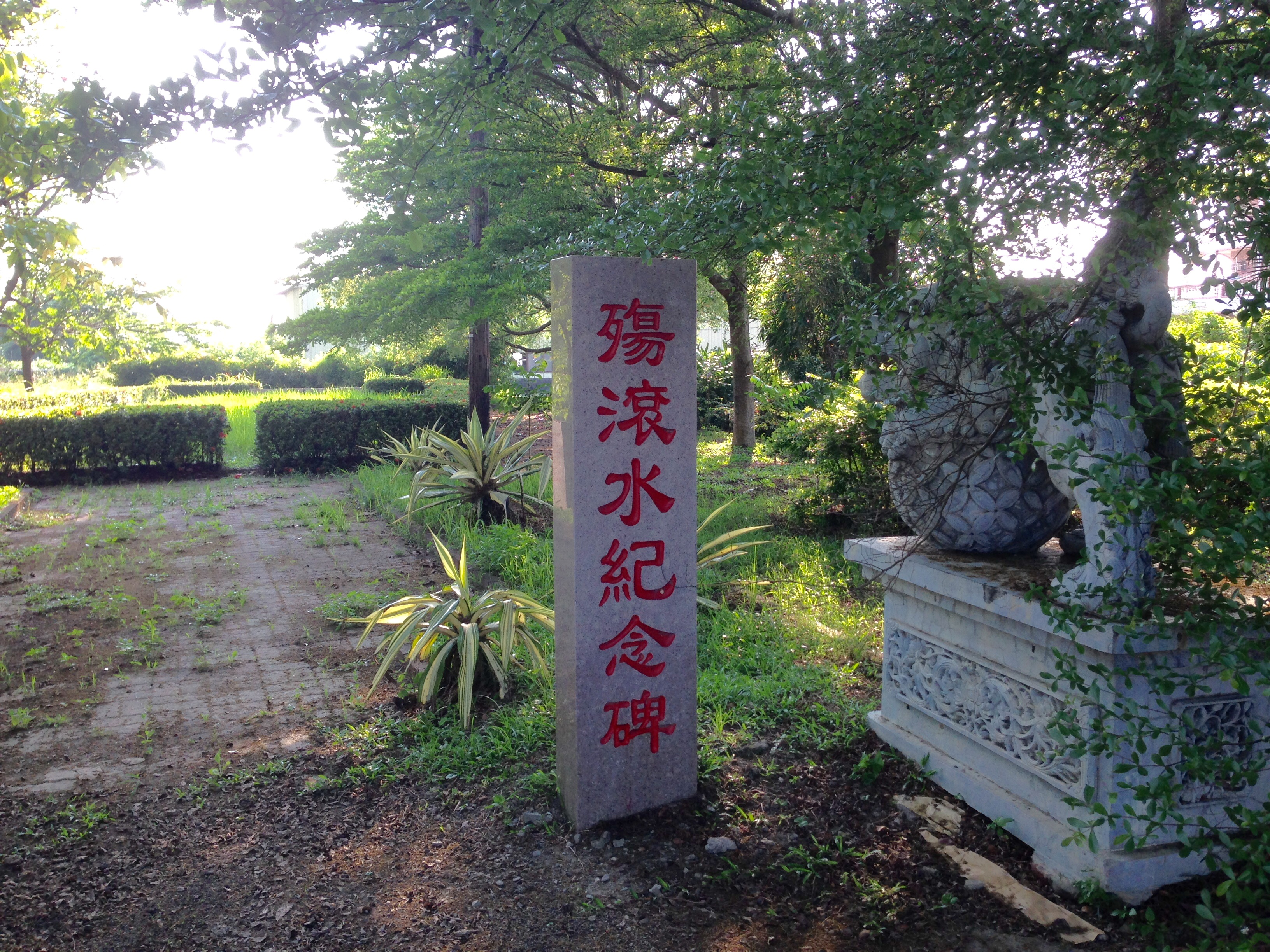
殤滾水紀念碑與紀念公園，為燕巢援剿人文協會於1999年在觀水宮鄰近建立。

2005年第二度重建，為保存觀水宮的文化資產，滾水村委託國立高雄第一科技大學南方視野數位音像社拍攝紀觀水宮的拆遷歷程。導演為方瑞賢，片名《再見了觀水宮》。社團學員訪談當地耆老、到博物館資料庫查詢當地人文、四處奔走借器材，守夜拍日出、颳風拍雲走，歷經三個多月完成。影片還攝影該校的藝次元劇坊演出當年1898年的清庄事件。2006年，廟宇原地舉辦《再見了觀水宮》星光手映會，時任高雄縣長的楊秋興及父親、鄉親們一同印下手印陶板。
兒時常於此廟中唸書的楊秋興在廟宇重建工程期間經常前往關心。2010年中華民國直轄市市長暨市議員選舉期間，他在2009年9月11日上午率觀水宮信眾到南鯤鯓代天府進香。廟經四年時間重建完成，在同年9月12、13日舉辦隆謝土暨安座大典，明華園、高雄內門宋江陣皆來此演出。

## 祭祀
主祀謝府元帥。